# トルチェッロ
トルチェッロ (Torcello) は、イタリア北東部ヴェネツィアの潟にある島で南西にはブラーノ運河、北と東はローザ湿原 (Rosa) とチェントレーガ湿原 (Centrega) に接している。
この地域でもっとも古く人が定着した島で、5世紀から6世紀にかけて住み始めた。
最盛期は2000世帯にも達する住民がここにいた。
その後は衰退し、現在はわずか10ほどの世帯が居住しているに過ぎない。
サンタ・マリーア・アッスンタ聖堂(Cattedrale di Santa Maria Assunta)は、現在の形に改築されたのは1000年頃である。
石の板で造られた欄間の窓。西の壁、入り口の内側はかなりの面積のビザンティン様式のモザイクで最後の審判 (Giudizio Universale) が描かれている。
サンタ・フォスカ教会は12世紀に建てられ、平面形はギリシア十字で内部の建築様式を繰り返している柱頭の大理石の柱の柱廊がある。
聖堂に面して、フン族の王だったアッティラ王が座っていたと言われる石碑の椅子がある。
赤子を欲しがった悪魔の伝説が残る悪魔の橋 (Ponte del Diavolo) は、ヴェネツィアで最も古く、欄干を取り払った独特の原型が保たれている。

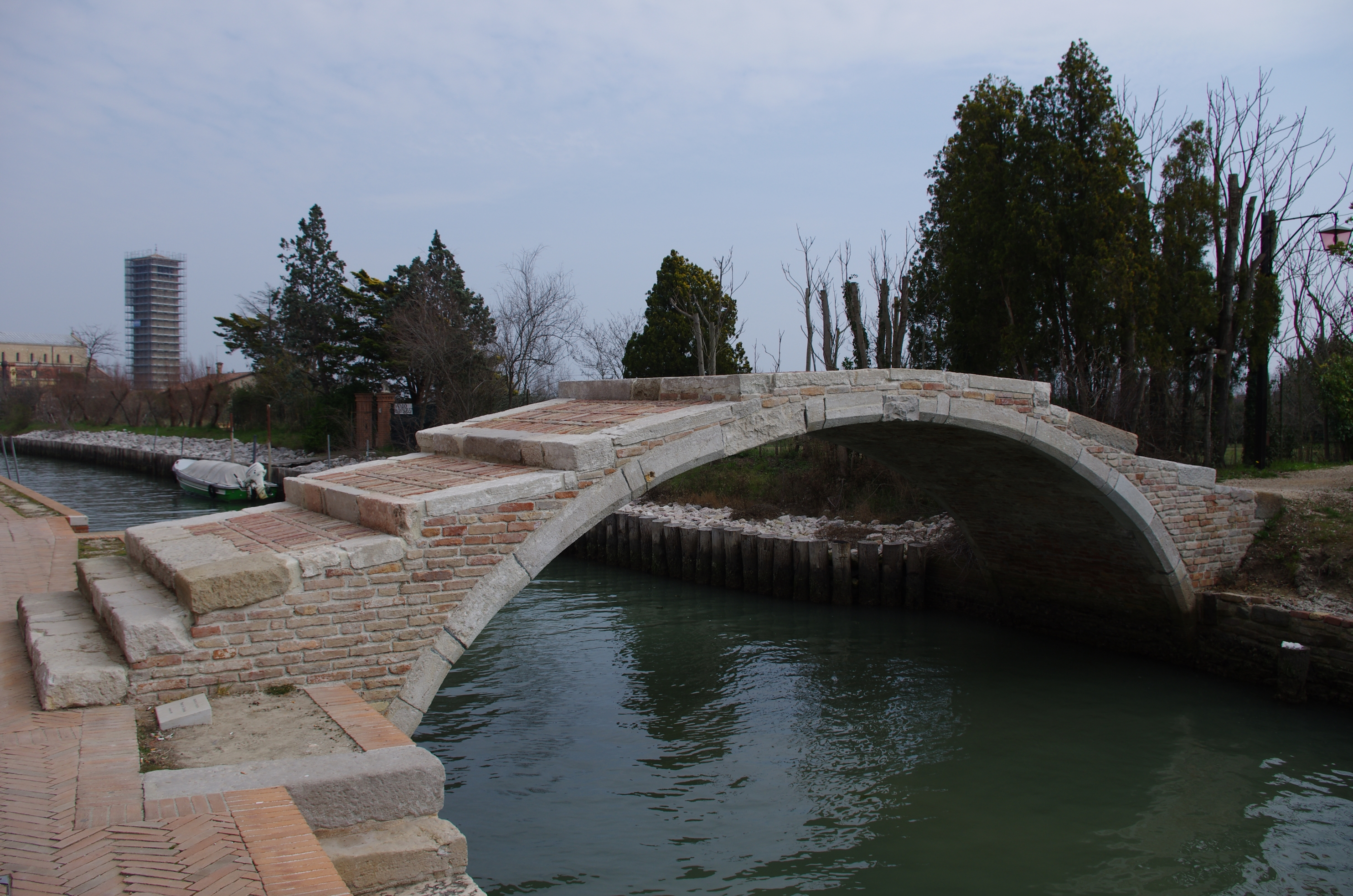
Ponte del Diavolo